# Whiting (Indiana)
Whiting è una città degli Stati Uniti d'America, situata nello Stato dell'Indiana e in particolare nella contea di Lake, nel nord-ovest dello Stato. La località fa parte dell'area metropolitana di Chicago e si affaccia sul Lago Michigan.